# Lajos Pukánszky
Lajos Pukánszky (* 24. November 1928 in Budapest; † 15. Februar 1996 in Philadelphia) war ein ungarisch-US-amerikanischer Mathematiker, der sich mit der Funktionalanalysis und Darstellungstheorie von Lie-Gruppen beschäftigte.
Pukánszky studierte an der Universität Debrecen, der Universität Budapest und der Universität Szeged, wo er 1955 bei Béla Sz.-Nagy promovierte. Während des Ungarischen Aufstands 1956 verließ er Ungarn und ging über Jugoslawien 1957 in die USA, wo er am neu gegründeten Research Institute for Advanced Study in Baltimore war, ab 1960 Assistant Professor an der University of Maryland, College Park, ab 1961 Visiting Assistant Professor an der Stanford University und ab 1962 Assistant Professor an der University of California, Los Angeles. 1964 wurde er Professor an der University of Pennsylvania, wo er bis zu seiner Emeritierung blieb. Er starb an den Folgen einer Anämie. In den 1960er Jahren war er Gastprofessor in Paris bei Jacques Dixmier, mit dem er seit 1953 korrespondierte.
Pukánszky galt als führender Experte für auflösbare Lie-Gruppen. Er befasste sich anfangs mit Von-Neumann-Algebren. 1956 konstruierte er zwei nicht-isomorphe Faktoren vom Typ III, damals ein wichtiger Fortschritt. Er verbesserte in den 1960er Jahren die 1962 eingeführte Orbit-Methode von Alexander Alexandrowitsch Kirillow, die es erlaubt, die unitären irreduziblen Darstellungen bestimmter Lie-Gruppen zu klassifizieren (dargestellt in 1967 in Paris veröffentlichten Vorlesungen). Eine nach ihm gefundene und benannte Bedingung erlaubte die Ausweitung der Orbit-Methode von Kirillov von ursprünglich nilpotenten Gruppen auf auflösbare Lie-Gruppen. Die Krönung dieser 1967 beginnenden Reihe von Arbeiten war ein großer Aufsatz 1971. Später beschäftigte er sich mit unitären Darstellungen allgemeiner zusammenhängender Lie-Gruppen.
1970 war er Invited Speaker auf dem Internationalen Mathematikerkongress (ICM) in Nizza (New results in the representation theory of solvable groups).
1988 wurde zu seinem 60. Geburtstag eine Konferenz an der Universität Kopenhagen abgehalten (The orbit method in representation theory, Progress in Mathematics, Birkhäuser 1988).

## Schriften
- Leçons sur les représentations des groupes (= Monographies de la Société Mathématique de France. 2, ISSN 0583-8673). Dunod, Paris 1967.
- Characters of connected Lie groups (= Mathematical Surveys and Monographs. 71). American Mathematical Society, Providence RI 1999, ISBN 0-8218-1088-X.

## Verweise
1. ↑  Jonathan Rosenberg in: Lajos Pukánszky (1928–1996). In: Notices of the American Mathematical Society. Bd. 45, Nr. 4, April 1998, S. 492–499, hier S. 492.
2. ↑  Some examples of factors. In: Institute of Mathematics, University of Debrecen. Publicationes Mathematicae. Bd. 4, 1956, S. 135–156.
3. ↑  Pukanszky Bedingung, zuerst in Pukanszky On the theory of exponential groups. In: Transactions of the American Mathematical Society. Bd. 126, Nr. 3, 1967, S. 487–507, doi:10.2307/1994311.
4. ↑  Unitary representations of solvable Lie groups. In: Annales scientifiques de l’École Normale Supérieure. Bd. 4, Nr. 4, 1971, S. 457–608, doi:10.24033/asens.1218.
5. ↑  beginnend mit Characters of connected Lie groups. In: Acta Mathematica. Bd. 133, 1974, S. 81–137, (online).

| Personendaten    | Personendaten                            |
| ---------------- | ---------------------------------------- |
| NAME             | Pukánszky, Lajos                         |
| KURZBESCHREIBUNG | ungarisch-US-amerikanischer Mathematiker |
| GEBURTSDATUM     | 24. November 1928                        |
| GEBURTSORT       | Budapest                                 |
| STERBEDATUM      | 15. Februar 1996                         |
| STERBEORT        | Philadelphia                             |